# Comuna Lukimea, Orjîțea
Lukimea (în ucraineană Лукім'я) este o comună în raionul Orjîțea, regiunea Poltava, Ucraina, formată din satele Cerneta, Dmîtrivka, Kolodna, Lukimea (reședința), Nîjnii Irjaveț și Zahreblea.

## Demografie
Componența lingvistică a comunei Lukimea
     Ucraineană (98,55%)
     Rusă (1,45%)
Conform recensământului din 2001, majoritatea populației comunei Lukimea era vorbitoare de ucraineană (98,55%), existând în minoritate și vorbitori de rusă (1,45%).